# Taibaishanus elegans
Taibaishanus elegans är en spindelart som beskrevs av Andrei V. Tanasevitch 2006. Taibaishanus elegans ingår i släktet Taibaishanus och familjen täckvävarspindlar. Inga underarter finns listade i Catalogue of Life.